# Беллмер, Ханс
Ханс Беллмер (нем. Hans Bellmer, 13 марта 1902, Катовице, Германская империя — 24 февраля 1975, Париж) — немецкий график, скульптор, фотохудожник, книжный иллюстратор, писатель.

## Биография

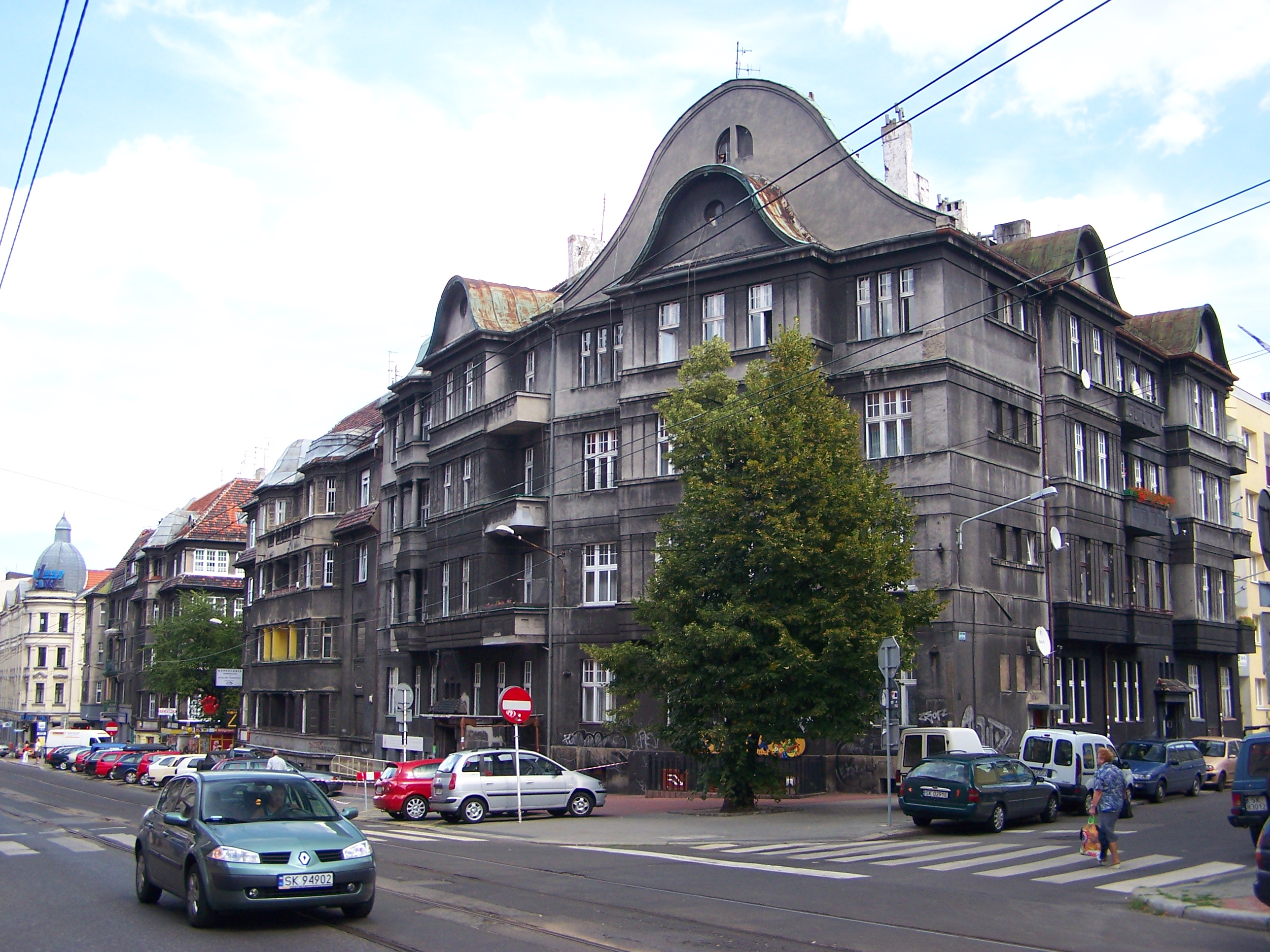
Улица Костюшко в Катовице, в этом доме жил Ханс Беллмер

По настоянию отца работал на сталелитейном заводе, в шахте, в 1923 году поступил в Высшую техническую школу в Берлине, где встретился с Джорджем Гросом и Джоном Хартфилдом. В 1925 году по совету Гроса бросил Школу и направился в Париж, познакомился там с Полем Элюаром. По возвращении открыл собственное рекламное агентство, выступал как художник книги, иллюстрировал в 1925 году гротескно-пародийный роман Миноны (псевдоним немецкого писателя-экспрессиониста Саломона Фридлендера, 1871—1946) «Железнодорожное счастье, или Анти-Фрейд». Путешествовал по Италии и Тунису.
В 1930-е годы Беллмер, с помощью кукольного мастера, художницы по костюмам Лотте Притцель, начал работать над эротизированным образом деформированной куклы, противопоставляя свой замысел официальному культу «арийского» здоровья и эстетике «классического» тела в гитлеровской Германии. В обращении к этой теме и её дальнейшей трактовке на Беллмера повлияла автобиографическая книга Оскара Кокошки «Фетиш» (1925), а позднее — труд австрийского психиатра Пауля Шильдера «Образ и облик человеческого тела» (1935) и книга французского психиатра Жана Лермитта «Образ нашего тела» (1939).

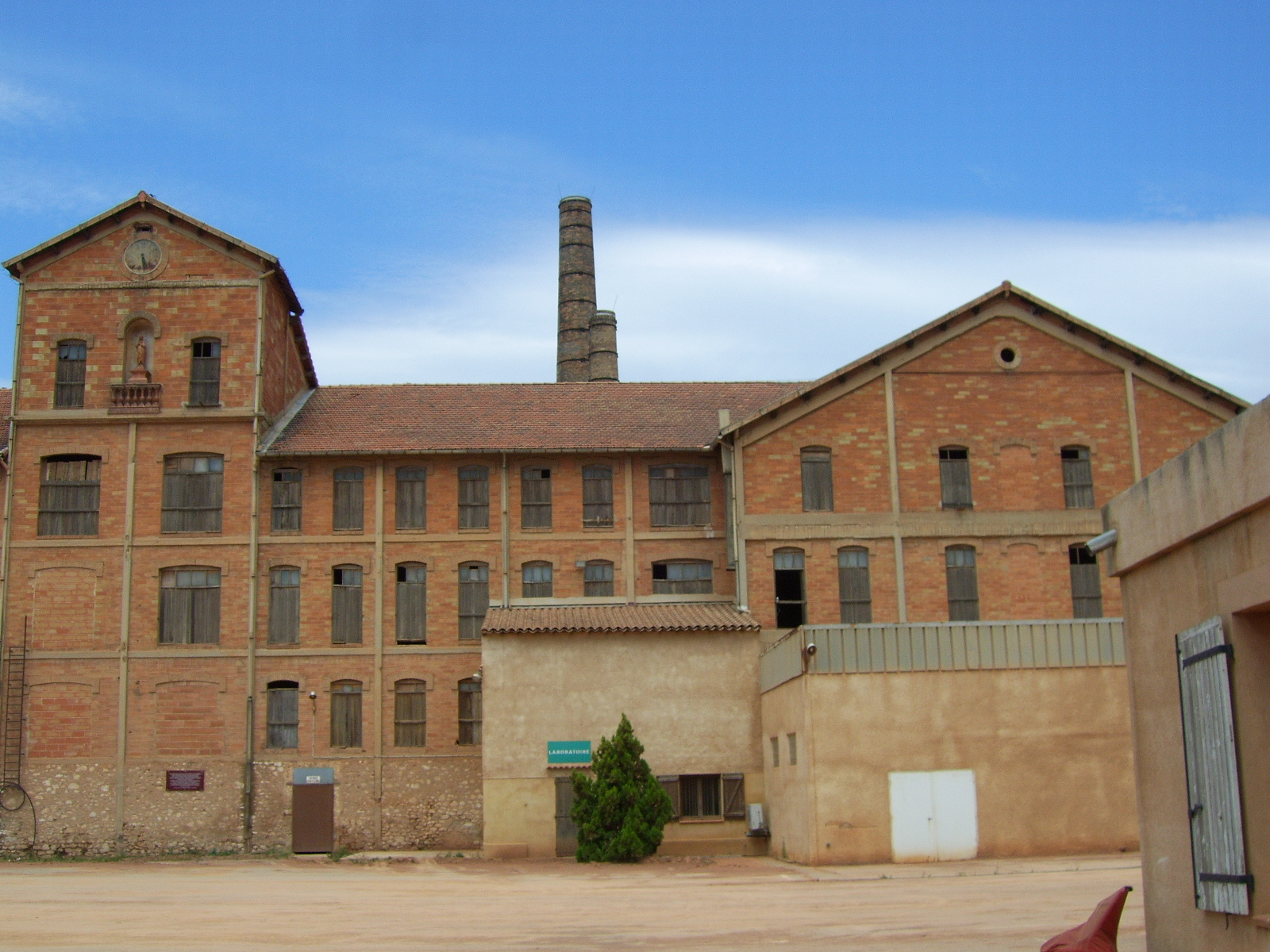
Tuilerie des Milles, общий вид лагеря

В 1934 году 18 фотографий кукол, вызвавших восхищение Андре Бретона, были опубликованы в парижском сюрреалистском журнале «Минотавр». В том же году серия «Die Puppe» («Кукла») была отпечатана крошечным тиражом в частном издательстве г. Карлсруэ без имени автора, который, тем не менее, был причислен после этого нацистской пропагандой к «дегенеративному искусству» (в 1936 году книга была переиздана в Париже, фотографии фигурировали на выставках сюрреалистов в Париже и Нью-Йорке в 1935—1936 годах).
В 1938 году Беллмер эмигрировал во Францию. Летом 1939 года как подданный Германии был заключен французскими властями в лагерь «Tuilerie des Milles», где, среди многих, находились Лион Фейхтвангер, Макс Эрнст, художники Фердинанд Шпрингер, Вольс и др. С 1941 по 1944 год жил на юге Франции (Кастр, Тулуза), затем вернулся в Париж. В 1953 году познакомился в Берлине с художницей и писательницей Уникой Цюрн, с 1954 года Цюрн стала его парижской подругой, моделью («Уника на ниточке», 1959, и др.), соавтором в изобразительном и словесном искусстве (они писали экспериментальные стихи-гетерограммы). В 1970 году пережил тяжёлый инсульт, потерял способность передвигаться. Страдавшая шизофренией Цюрн по выходе из психиатрической лечебницы в 1970 году покончила с собой.
Беллмер умер 24 февраля 1975 от рака мочевого пузыря. Он был похоронен рядом с У. Цюрн на кладбище Пер-Лашез, на надгробье нанесена надпись «Беллмер — Цюрн».

## Творчество и признание
Беллмер иллюстрировал книги Сада, Лотреамона, Арагона, Жоэ Буске, Рене Кревеля, Жоржа Батая, Уники Цюрн, «Историю О» Полины Реаж. В 1959 и 1964 годах его творчество было представлено на международных выставках documenta в Касселе.
«Фильм о Хансе Беллмере» (1972) сняла французский кинорежиссёр Катрин Бине (в заглавной роли — Майкл Лонсдейл).

### Произведения Беллмера
- Poupée. Variations sur le montage d’une mineure articulée// Minotaure, 1935, № 6, p. 30-31.
- La Poupée. Paris: Editions GLM, 1936.
- Oeillades ciselées en branche. Paris: Editions Jeanne Bucher, 1939 (тексты Жоржа Юнье)
- Les Jeux de la poupée. Paris: Les Editions premières, 1949 (14 текстов Поля Элюара, издание готовилось ещё в 1939 г. Кристианом Зервосом).
- Petite Anatomie de l’inconscient physique ou l’anatomie de l’image. Paris: Le Terrain Vague, 1957 (собственные тексты с иллюстрациями).
- Hans Bellmer, vingt-cinq reproductions 1934—1950/ Christian D’Orgeix, éd. Paris, 1950 (включает текст автора).
- Les dessins de Hans Bellmer. Paris: Denoél, 1966 [1969].
- Die Zeichnungen von Hans Bellmer/ Alex Grall (Hrsg.). Berlin: Propyläen-Verlag, 1969.
- Memories of the Doll Theme// Surrealists on Art/ Lucy R. Lippard, ed. Englewood Cliffs: Prentice-Hall, 1970, pp. 63–66 (о замысле серии «Кукла»; то же на франц. языке — Obliques. Numéro spécial. Hans Bellmer. Paris: Borderie, 1975, pp. 58–65).
- Hans Bellmer/ Textes de Sarane Alexandrian, éd. dirigée et réalisée par Jean Saucet. Paris: Filipacchi, 1971.
- Hans Bellmer Photographe. Paris: Centre Georges Pompidou; Filipacchi, 1983.
- Hans Bellmer: Photographien. München: Schirmer/Mosel, 1984.
- Hans Bellmer. Catalogue raisonné de l’œuvre gravé, 1938—1975/ Fabrice Flahutez ed. Paris: Nouvelles Éditions Doubleff, 1999.
- Hans Bellmer: Anatomie du Désir. Paris: Gallimard; Centre Georges Pompidou, 2006.